# اوپی‌ای‌پی
اوپی‌ای‌پی (به انگلیسی: OPAP) شرکت عمومی یونانی مستقر در آتن است، که دارای انحصار در زمینه بخت‌آزمایی، قمار
و شرط‌بندی‌های ورزشی در یونان می‌باشد. بخشی از سهام این شرکت در بازار بورس آتن معامله می‌شود. شرکت اوپی‌ای‌پی بزرگترین بنگاه شرط‌بندی در اروپا به‌شمار می‌آید.